# Stratosphere: Conquest of the Skies
Stratosphere: Conquest of the Skies là một game đua xe chiến đấu pha trộn chiến lược thời gian thực do hãng Kodiak Interactive phát triển và Ripcord Games phát hành vào năm 1998. Game tập trung vào các trận chiến trên những hòn đảo nổi mà người chơi điều khiển.

## Lối chơi
Lối chơi cho phép người chơi điều khiển một hòn đảo nổi duy nhất được gọi là pháo đài bay trong game. Những pháo đài này nổi vì chúng được xây dựng từ 'đá nổi' có thể được thu thập từ các sườn núi và cả từ các pháo đài khác sau khi phá hủy chúng. Có ba loại đá nổi, mỗi loại được sử dụng để xây dựng những công trình khác nhau trên pháo đài. Đất thêm có thể được bổ sung vào pháo đài nhưng ở một giới hạn của loại kích thước pháo đài của nó.
Thông qua chế độ xem xây dựng, pháo đài có thể xây dựng những công trình giúp tăng khả năng cơ động như máy đẩy để di chuyển tiến và lùi, và máy đẩy bên để xoay pháo đài. Số lượng của những công trình cơ động này quyết định sức mạnh. Người chơi cũng có thể xây dựng tháp pháo và các công trình phòng thủ như tường và lá chắn cũng như các công trình tạo ra năng lượng và cả một số công trình kiến trúc độc đáo. Mỗi loại yêu cầu lượng tài nguyên khác nhau từ ba loại đá nổi khác nhau.
Tất cả các pháo đài bay lơ lửng ở một độ cao. Các tháp pháo được điều khiển bằng chuột và có thể bắn theo hướng mong muốn sau khi nhấp vào vị trí trong phạm vi bắn của nó. Một số tháp pháo cũng có thể bắn ở mặt đất, được sử dụng trong các nhiệm vụ trong chiến dịch tiêu diệt các tháp pháo đặt trên mặt đất.